# Tour Eria
Tour Eria to wieżowiec biur, sklepów i innych obiektów zlokalizowany w biznesowej dzielnicy La Défense pod Paryżem we Francji (dokładnie w Puteaux). Zbudowany w 2021 r., przejmuje zniszczoną w 2017 r. Tour Arago.
W szczególności ma on gościć we wrześniu 2021 r. „Campus Cyber” wybrany przez Prezydenta Republiki Emmanuel Macron oraz działania szkoleniowe z zakresu cyberbezpieczeństwa.